# Tom and Chérie
«Tom and Chérie» (рус. Том и Шери; Том и возлюбленная мушкетера; Том и зазноба Джерри) — американский мультфильм 1955 года, 94-я из 114 «классических короткометражек» о приключениях Тома и Джерри. Мышонка Таффи озвучила девятилетняя Франсуа Брун-Коттан (на французском языке). Мультфильм был снят в формате CinemaScope (четвёртый раз за историю «Тома и Джерри»).

## Сюжет
Капитан королевских мушкетёров Джерри влюблён в красавицу Лили. Он пишет ей любовное письмо и поручает передать его адресату своему ученику, юному мушкетёру Таффи, который тренирует свою отвагу и дисциплинированность, согласно «Кодексу мушкетёра».
Едва выйдя из на улицу, Таффи подвергается нападению гвардейца кардинала Тома и убегает домой, не в силах его победить, но Джерри продолжает воспитывать в своём подопечном храбрость, раз за разом посылая его из прочь. В итоге Джерри просто мощным пинком отправляет его до самого дома Лили. Письмо вручено, и теперь Таффи возвращается с ответом, но на пути его снова подстерегает Том. Мышонок вступает с ним в бой и с огромным трудом добирается до дома. Там Джерри, прочтя ответ, пишет новое послание и снова отправляет Таффи к Лили. Опять пройдя через битву с Томом, мышонок выполняет и это поручение, но возвращается сильно побитый и совсем без сил. Ничего не замечающий в своей влюблённости Джерри пишет ещё один ответ и третий раз отправляет своего подопечного по тому же адресу. С большим трудом выполнено и это задание капитана. На этот раз Лили пишет, что у неё с Джерри всё кончено. Ярость мышонка длится недолго, и он пишет любовное письмо другой даме, отнести которое придётся опять Таффи. Том, как обычно, ждёт его со шпагой в руках, но усталый и раздосадованный мышонок просто проходит мимо по своему делу, передразнивая кота: «К бою, к бою… Тьфу на тебя!»